# 酸果蔓属
酸果蔓属（学名：Oxycoccus）是越桔科下的一个属，为常绿、蔓状灌木植物。该属共有4种，分布于欧洲、北美和亚洲北部。